# حشره‌خوار پاراموشیر
 حشره‌خوار پاراموشیر (نام علمی: Sorex leucogaster) نام یک گونه از سرده حشره‌خوارهای دم‌دراز است.